# علی‌محمد چراغی
علی‌محمد چراغی (زاده ۱۲ مرداد ۱۳۶۷ - رامهرمز) بازیکن فوتبال اهل ایران است.
وی سابقه عضویت در تیم‌های استقلال خوزستان، بهمن شیراز، کارا شیراز، کارون اروند خرمشهر، شهرداری تبریز، شاهین شهرداری بوشهر و خوشه طلایی را در کارنامه دارد.
چراغی در فصل ۱۳۹۶–۱۳۹۵ با به ثمر رساندن ۲۱ گل بهترین گلزن لیگ دسته دوم فوتبال ایران شد. او در مسابقات جام حذفی فوتبال ایران در فصل ۹۹–۱۳۹۸ نیز با ۵ گل عنوان آقای گلی این جام را کسب کرد.